# Резервные требования
Резервные требования представляют собой инструмент монетарной политики, использующийся во многих странах мира. Их суть заключается в следующем: при наличии в пассиве баланса банков определённого вида обязательств («резервируемые обязательства») центральный банк требует от банков осуществить вложения в конкретные виды активов («резервные активы») в определённом объеме. Данные вложения носят название обязательных резервов, а соотношение их объёмов с объёмами резервируемых обязательств задаётся путём установления набора коэффициентов — норм (нормативов) резервирования.
Данный механизм позволяет центральному банку оказывать воздействие на активную часть баланса банков, вынуждая банковский сектор осуществлять определенные виды вложений.
Описанная система обязательного резервирования получила название резервных требований, основанных на обязательствах (liability-based reserve requirements). В её рамках повышение резервных требований центрального банка может производиться путём
- расширения состава резервируемых обязательств;
- сокращения состава резервных активов;
- повышения нормативов резервирования.

В свою очередь снижение резервных требований может достигаться за счёт
- сокращения состава резервируемых обязательств;
- расширения состава резервных активов;
- снижения нормативов резервирования.

Таким образом, несмотря на то, что изменение резервных требований чаще всего производится за счет изменения норм резервирования, ставить знак равенства между резервными требованиями и нормами резервирования некорректно. Именно резервные требования являются инструментом монетарной политики, а нормы резервирования — всего лишь одним из элементов обязательного резервирования.
В зависимости от периода формирования резервов их можно разделить на синхронные и асинхронные. Синхронные резервы формируются в течение отчётного периода, то есть в тот же отрезок времени, в котором определяются резервируемые обязательства (contemporaneous reserve requirements). Асинхронные резервы формируются в иные отрезки времени, как правило — более поздние по отношению к отчётному периоду (lagged reserve requirements).

## Альтернативный подход
Наиболее известной альтернативой традиционному подходу к резервным требованиям центральных банков следует признать предложение американского экономиста Лестера Туроу. Оно заключалось в замене резервных требований, основанных на обязательствах, на резервные требования, основанные на активах (asset-based reserve requirements). По мнению учёного, это позволило бы приспособить резервные требования центральных банков под социальные нужды. Суть предлагаемого подхода описывалась им следующим образом:
«В рамках системы обязательного резервирования, основанного на активах, государство устанавливает 100%-ю норму резервирования по отношению к определённой доле активов всех финансовых институтов, до тех пор, пока эта доля активов не будет инвестирована в желаемые секторы экономики. Если общенациональные цели призывают к инвестированию 25 % национальных сбережений в жилищное строительство и другие приоритетные секторы, каждый финансовый институт должен иметь 100%-ую норму резервирования в отношении указанной доли своих активов. В случае если такой институт инвестирует 25 % своих активов в жилищное строительство, ему не нужно будет формировать резервы. Если же в жилищное строительство будет инвестировано лишь 20 % его активов, 5 % его активов должны будут депонироваться у государства в качестве обязательных резервов. Если же не инвестировано ничего, 25 % активов будут депонированы в качестве резервов. Таким образом, финансовым институтам по-сути дают выбор между платным финансированием жилищного строительства и бесплатным финансированием государства».
Следует заметить, что эффект, описанный Л. Туроу, вполне достижим также в рамках резервных требований, основанных на обязательствах. Описанный в терминах резервных требований, основанных на обязательствах, пример Л. Туроу будет выглядеть следующим образом:
«В отношении всех обязательств финансовых институтов установлена норма резервирования в размере 25 %. При этом требования по обязательному резервированию могут быть исполнены либо путём депонирования средств у государства, либо путём вложения в жилищное строительство.»

## Резервные требования Банка России
Резервные требования Банка России являются инструментом проводимой им денежно-кредитной политики.
Банком России выделяются следующие категории резервируемых обязательств кредитных организаций:
1. обязательства перед юридическими лицами-нерезидентами в валюте Российской Федерации;
2. обязательства перед юридическими лицами-нерезидентами в иностранной валюте;
3. обязательства перед физическими лицами в валюте Российской Федерации;
4. обязательства перед физическими лицами в иностранной валюте;
5. иные обязательства кредитных организаций в валюте Российской Федерации;
6. иные обязательства кредитных организаций в иностранной валюте.

Подобная структуризация резервируемых обязательств позволяет установить отдельные значения норм резервирования по каждой из названных категорий.
В качестве резервных активов Банк России выделяет:
1. наличные денежные средства Российской Федерации в кассах кредитных организаций[3] (за счет них формируются «резервы в кассах»);
2. средства на корреспондентских счетах в Банке России[4] (за счет них формируются «резервы на корсчетах»);
3. средства на счетах для хранения обязательных резервов в Банке России[5] (за счет них формируются «резервы на депонентах»).

Существующие резервные активы являются элементами денежной базы, не приносящими дохода. Их перечень соответствует провозглашаемой цели применения резервных требований Банка России — регулированию общей ликвидности банковской системы и контролю денежных агрегатов за счёт снижения денежного мультипликатора. С точки зрения классификации резервов, приведённой выше, можно сказать, что резервы в кассах относятся к синхронным резервам, а резервы на корсчетах и депонентах — к асинхронным.